# Scutellidium longicauda
Scutellidium longicauda är en kräftdjursart som först beskrevs av Philippi 1840.  Scutellidium longicauda ingår i släktet Scutellidium och familjen Tisbidae. Arten är reproducerande i Sverige.

## Underarter
Arten delas in i följande underarter:
- S. l. acheloides
- S. l. longicauda